# ギンリョウソウモドキ
ギンリョウソウモドキ（銀竜草擬、学名:Monotropa uniflora）は、ツツジ科シャクジョウソウ属の多年草。秋に開花することから、アキノギンリョウソウともいう。
古い新エングラー体系ではイチヤクソウ科に、クロンキスト体系ではシャクジョウソウ科に分類されていた。

## 特徴
8-10月にかけ、地下茎から地上に花茎を形成し開花する。花茎には鱗片状の葉を密生し、先端に一個だけ花をつけること、花は横かうつむきに咲くこと、全体が透明感のある白であること、いずれもギンリョウソウと同じである。ただし、ギンリョウソウより数はずっと少ない。
ギンリョウソウとギンリョウソウモドキの違いは、前者が液果になるのに対し、後者は蒴果になる。また、花弁の縁がギンリョウソウではなめらかであるのに対して、ギンリョウソウモドキは細かく裂ける特徴がある。

## 分布と生育環境
日本では北海道・本州・四国・九州に分布し、林中のやや暗い場所に生育する。世界では東アジア、北アメリカに広く分布する。

## ギャラリー
- 花の内部
- 蒴果は上向きになる